# Käthe Hoffmann
Käthe (Kaethe) Rosenthal de Hoffmann (1883 - 1931) fue una botánica alemana que descubrió y catalogó muchas especies vegetales en Nueva Guinea y en el Sudeste Asiático, incluyendo a Annesijoa novoguineensis. Fue profesora en Breslau.

## Algunas publicaciones
- Pax, FA; K Hoffmann. 1911. Euphorbiaceae-Cluytieae. Das Pflanzenreich. Hft. 47
- Pax, FA; K Hoffmann. 1912. Euphorbiaceae-Gelonieae ... . Unter Mitwirkung. Das Pflanzenreich. Hft. 52
- Pax, FA; K Hoffmann. 1912. Euphorbiaceae-Acalypheae-Chrozophorinae ... Unter Mitwirkung. Das Pflanzenreich. Hft. 57
- Pax, FA; K Hoffmann. 1914. Euphorbiaceae-Acalypheae-Mercurialinae ... Unter Mitwirkung. Das Pflanzenreich. Hft. 63
- Pax, FA; K Hoffmann. 1922. Euphorbiaceae-Phyllanthoideae-Phyllantheae. Das Pflanzenreich. Hft. 81
- Pax, FA; K Hoffmann. 1924. Euphorbiaceae-Crotonoideae-Acalypheae-Acalyphinae ... Euphorbiaceae-Additamentum VII. Das Pflanzenreich. Hft. 85
- Pax, FA; K Hoffmann. Euphorbuaceae - Cluytieae. Ed. reimpreso Weinheim, J.C, 1959. 124 pp. 35 figs. Engler's pflanzenreich, IV: 147: III; heft 47
- ---------------, --------------. 1958. Euphorbiaceae - Gelonieae. Mit 40 Einzelbildern in 11 Fig

Volumen 52 de Das Pflanzenreich. Ed. Engelmann. 319 pp.
- La abreviatura «K.Hoffm.» se emplea para indicar a Käthe Hoffmann como autoridad en la descripción y clasificación científica de los vegetales.[1]